# Золототисячник тонкоцвітий
Золототисячник тонкоцвітий, золототисячник тонкоквітковий (Centaurium tenuiflorum) — вид рослин родини тирличеві (Gentianaceae), поширений на заході Азії, на півдні й заході Європи, на півночі Африки.

## Опис
Однорічна, гола, зелена трава 15–50 см заввишки. Стебло густо розгалужене від основи або посередині, жорстке. Листки нижче першого розгалуження стебла розташовані густо, налягають один на одного. Прикореневі листки еліптично-ланцетні, яйцюваті. Стеблові листки від яйцюватих до еліптичних, збільшуються вгору. Суцвіття щільні, рідше 1-квіткові. Трубка віночка перед відгином дуже тонка. Коробочка 8–12 × 2.5–5.0 мм. Насіння численне, сітчасте, дрібне.
Виділяють два підвиди:
- частки віночка 4–9 мм, цілісні, від темно-рожевого до пурпурного кольору — tenuiflorum;
- частки віночка 2–3 мм, вирізані на верхівці, блідо-рожеві — acutiflorum.

## Поширення
Вид поширений на заході Азії, на півдні й заході Європи, на півночі Африки; інтродукований в Австралії й Новій Зеландії.
В Україні вид зростає на вологих приморських пісках — у Степовому Криму (ок. Євпаторії), у передгір'ях і на ПБК, зрідка.